# Oswaldo Ramírez
Oswaldo Ramírez (Lima, 28 de março de 1947) é um ex-futebolista peruano que atuava como atacante. Pela seleção peruana esteve na Copa do Mundo de 1970, na qual a seleção de seu país terminou na sétima colocação  e na Copa América de 1975 onde sagrou-se campeão.
Por clubes tem destaque por suas passagens pelo Sport Boys e Sporting Cristal.